# فيزياء تقليدية

المجالات الأربعة الرئيسية لعلم الفيزياء الحديثة.

الفيزياء التقليدية هي إحدى فروع علم الفيزياء الذي يهتم بدراسة الظواهر الحركية للأجسام والقوى المسببة لحركتها، وتعتمد في دراساتها هذه على قوانين الحركة الخطية لنيوتن وقانون الجذب العام والتحليل الضوئي، ونظريات الإشعاع الكهرومغناطيسي (معادلات ماكسويل) لجيمس كلارك ماكسويل وقانون التعجيل المنتظم لجاليليو جاليلي وقانون حفظ المادة وقانون حفظ الطاقة وقوانين أخرى معاصرة لها نتج عنها ظهور أو تطور فروع الفيزياء التقليدية، كالديناميكا وجريان الموائع وعلم توازن القوى والبصريات والديناميكا الحرارية وعلم الصوت والمغناطيسية والكهربائية.
منذ عام 1900 فصاعدًا تمّ وضع القوانين والنظريات الفيزيائية الجديدة تحت مسمّى الفيزياء الحديثة، كنظرية النسبية لألبرت أينشتاين، وميكانيكا الكم.

## نظرة عامة
للنظرية التقليدية معنيان مختلفان على الأقل في الفيزياء. في سياق ميكانيكا الكم، تشير النظرية التقليدية إلى نظريات الفيزياء التي لا تستخدم نموذج التكميم، والذي يتضمن الميكانيكا التقليدية والنسبية. وبالمثل، فإن نظريات المجال الكلاسيكي، مثل النسبية العامة والكهرومغناطيسية التقليدية، هي تلك التي لا تستخدم ميكانيكا الكم. في سياق النسبية العامة والخاصة، فإن النظريات التقليدية هي تلك التي تخضع لنسبية غاليليو.
تنقسم فروع الفيزياء التقليدية إلى:
- الميكانيكا التقليدية
  - قوانين نيوتن للحركة
  - قوانين لاغرانج وهاملتون التقليدية
- معادلات ماكسويل، الكهرومغناطيسية التقليدية
- الديناميكا الحرارية التقليدية
- النسبية الخاصة والنسبية العامة (حسب التعريف السابق)
- نظرية الفوضى التقليدية والديناميات غير الخطية

## المقارنة مع الفيزياء الحديثة
خلافًا للفيزياء التقليدية، الفيزياء الحديثة هو مصطلح أكثر مرونة قد يشير إلى فيزياء الكم بشكل خاص أو إلى فيزياء القرن العشرين والقرن الحادي والعشرين بشكل عام. وتشمل فيزياء الكم والنظرية النسبية.
يمكن وصف النظام الفيزيائي بالفيزياء التقليدية عندما تستوفي تقريبًا شروط الفيزياء التقليدية. فتسطيع وصف الأشياء المادية بداية من الذرات والجزيئات، مرورًا بالكويكبات والكواكب والكائنات الفلكية وصفًا صحيحًا. كما يمكن استخدامها في وصف الحقول الكهرومغناطيسية، القوى والديناميكا الكهربائية التقليدية في جداول الطول والقوة الكبيرة بما يكفي لإهمال تأثير ميكانيكا الكم. فخلافًا لفيزياء الكم، تتسم الفيزياء التقليدية بمبدأ الحتمية.
من وجهة نظر الفيزياء التقليدية، تختلف التوقعات العامة عن التوقعات النسبية اختلافًا كبيرًا خصوصًا فيما يتعلق بقوانين مرور الوقت، هندسة الفضاء، عجلة سقوط الأجسام الحر. رياضيًا، معادلات الفيزياء التقليدية هي تلك المعادلات التي لا يظهر بها ثابت بلانك. هذا السبب في أنه يمكن أن نتجاهل ميكانيكا الكم في حياتنا اليومية ونكتفي بالوصف الكلاسيكي.

## نمذجة الحاسوب والحساب اليدوي، مقارنة التقليدية والحديثة

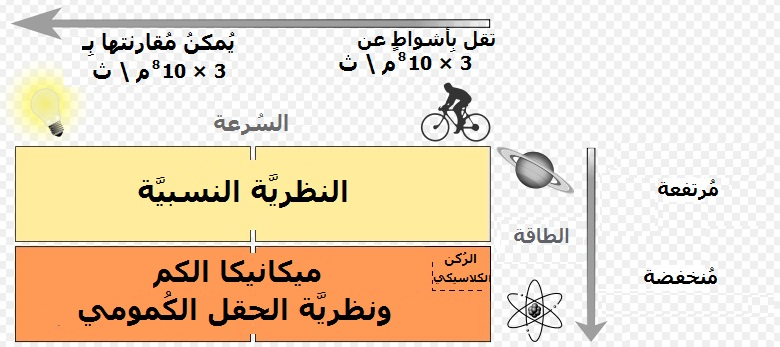
تستخدم نظرية الكم والنسبية فقط في نمذجة الحاسوب.

يقوم الحاسوب الآن بملايين العمليات الحسابية في ثوانٍ لحل المعادلات التفاضلية، هذه المسائل قد تستغرق من نيوتن (أحد مؤسسي علم التفاضل) أكثر من ساعة لحل نفس المسائل بالحساب اليدوي.
النمذجة الحاسوبية ضرورية لفيزياء الكم والنسبية. تعتبر الفيزياء التقليدية حد ميكانيكا الكم لعدد كبير من الجسيمات. من ناحية أخرى، فإن الميكانيكا التقليدية مشتقة من ميكانيكا النسبية. على سبيل المثال، في العديد من الصيغ من النسبية الخاصة، يظهر عامل تصحيح (v/c)‏2، حيث v هي سرعة الجسم وc هي سرعة الضوء. بالنسبة للسرعات الأصغر بكثير من سرعة الضوء، يمكن إهمال المصطلحات التي تظهر مع c‏2 وأعلى. ثم تختزل هذه الصيغ إلى التعريفات القياسية للطاقة الحركية النيوتونية والزخم. هذا ما ينبغي أن يكون، لأن النسبية الخاصة يجب أن تتفق مع ميكانيكا نيوتن عند السرعات المنخفضة. يجب أن تكون النمذجة الحاسوبية حقيقية بقدر الإمكان. قد تقدم الفيزياء التقليدية خطأ كما في حالة الميوعة الفائقة. من أجل إنتاج نماذج موثوقة للعالم، لا يمكن استخدام الفيزياء التقليدية. صحيح أن نظريات الكم تستهلك الوقت وموارد الحاسوب، ويمكن اللجوء إلى معادلات الفيزياء التقليدية لتقديم حل سريع، لكن مثل هذا الحل يفتقر إلى الموثوقية.